# Internet-Plus-Strategie
Die chinesische Internet-Plus-Strategie (chinesisch 互联网+, Pinyin Hùliánwǎng+) wurde vom chinesischen Premierminister Li Keqiang in seinem Regierungsarbeitsbericht am 5. März 2015 vorgeschlagen.
Am 4. Juli 2015 veröffentlichte der Staatsrat ein Dokument mit mehreren Maßnahmen zur Internet-Plus-Strategie. Als Ziel werden der wirtschaftliche Erfolg und die soziale Integration durch wirtschaftliche Verflechtung mit voranschreitenden Informationstechniken verfolgt, als wichtigstes Element steht das Internet im Mittelpunkt. Bis 2025 soll das System vollständig ausgebaut sein. Vergleichbar ist diese Strategie mit den Grundideen Industrie 4.0, Big Data oder Internet der Dinge.

## Definition
Internet Plus bezieht sich auf die Verzahnung oder Integration des Internets und die Anwendung anderer Informationstechnologien in herkömmlichen Industrien. Beim Titel handelt es sich um eine unvollständige Gleichung, es soll in Kombination mit einer beliebigen Industrie oder Branche einen vollen Namen bilden. Nach der Auffassung des Premierministers Li Keqiang werde Internet Plus mobiles Internet, Cloud-Computing, Big Data und das Internet der Dinge in die moderne Herstellung integrieren, damit die Entwicklung des Internethandels, industrieller Netzwerke und Internet-Banking gewährleistet werden.

## Branchen

### Internet + E-Commerce
Im Jahre 2017 China hatte über 528 Milliarden Euro Umsatz im Bereich E-Commerce. Nutzer sollen mobile Anwendungen verwenden können, die es möglich machen, mit dem Handy zu bezahlen, Onlinehandel betreiben oder auch Bankdienstleistungen zu nutzen.

### Internet + Landwirtschaft
Durch Kommunikation und Kommentare im Internet sollen landwirtschaftliche Produktionssysteme verbessert werden und Landwirte sollen in der Lage sein, die Nachfrage abzuschätzen. Die Herkunft von Erzeugnissen soll zurückverfolgbar sein und deren einzelnen Schritte bekannt sein, um Qualität und Sicherheit zu gewährleisten.

## Kontrolle in China
In allen Bereichen werden Kommentare und Verhalten der Nutzer gespeichert und verwertet, dies dient allen voran zur Herstellung von personalisierten Produkten. Durch diese Methode und Praxis ist es nicht möglich, anonym zu bleiben, da persönliche Bloggingseiten wie Weibo, WiFi-Daten oder ähnliche sensible Daten ausgewertet werden. Die Internet-Plus-Strategie ergänzt das soziale Kreditsystem, welches zur Kontrolle der chinesischen Bürger genutzt wird.